# Мартин вилохвостий
{{#ifeq:0|0|{{#if:|{{#if:Xemasabini|[[]}}|}}}}
Мартин вилохвостий, або мартин Себіна (Xema sabini) — невеликий морський птах. Родове положення суперечливе; деякі автори розглядають його як єдиний вид у роді Xema як Xema sabini, той час як інші залишають його в роді Мартинові як Larus sabini.
Мартин вилохвостий розмножується колоніями на узбережжях і в тундрі, відкладаючи два-три плямисті оливково-коричневі яйця у наземному гнізді, вистеленому травою. Споживає широке розмаїття переважно тваринної їжі, їсть будь-яку підхожу невелику здобич. Також краде яйця з гніздових колоній арктичних крячків.

## Опис

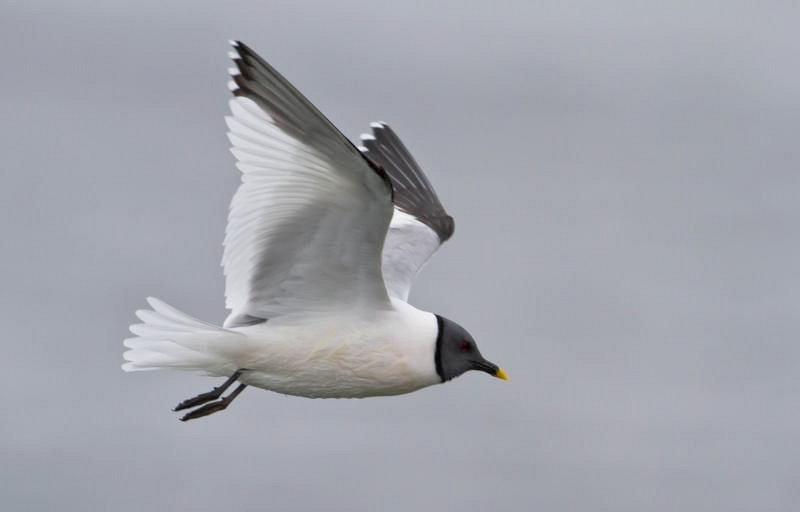
Доросла особина у польоті в Ісландії

Мартин вилохвостий — відносно дрібний мартин, 27-33 см довжиною і вагою 135—225 г. Крила довгі, тонкі і загострені з розмахом від 81-87 см. Дзьоб чорного кольору з жовтим кінчиком має близько 2,5 см завдовжки.
Вид легко ідентифікувати за помітним малюнком крил. Доросла особина має блідо-сіру спинку та крила, чорне первинне махове перо та білі вторинні. Білий хвіст роздвоєний. Голова самця темніє в період розмноження. Молоді птахи мають подібний триколірний малюнок крил, але сірий замінюється коричневим, а хвіст має чорну кінцеву смугу. Молодняку потрібно два роки, щоб досягти повного оперення як у дорослих. У мартина вилохвостого незвичайний для мартинів малюнок линьки. Злинялі птахи зберігають своє юнацьке оперення протягом осені і не починають линяти до першого зимового оперення, поки не досягнуть місця зимівлі. Дорослі особини повністю линяють навесні до весняної міграції, а частково линяють восени після повернення в зону зимівлі, зворотній до звичного для мартинів малюнок. Мають дуже високий і скрипучий крик.

## Таксономія та еволюція

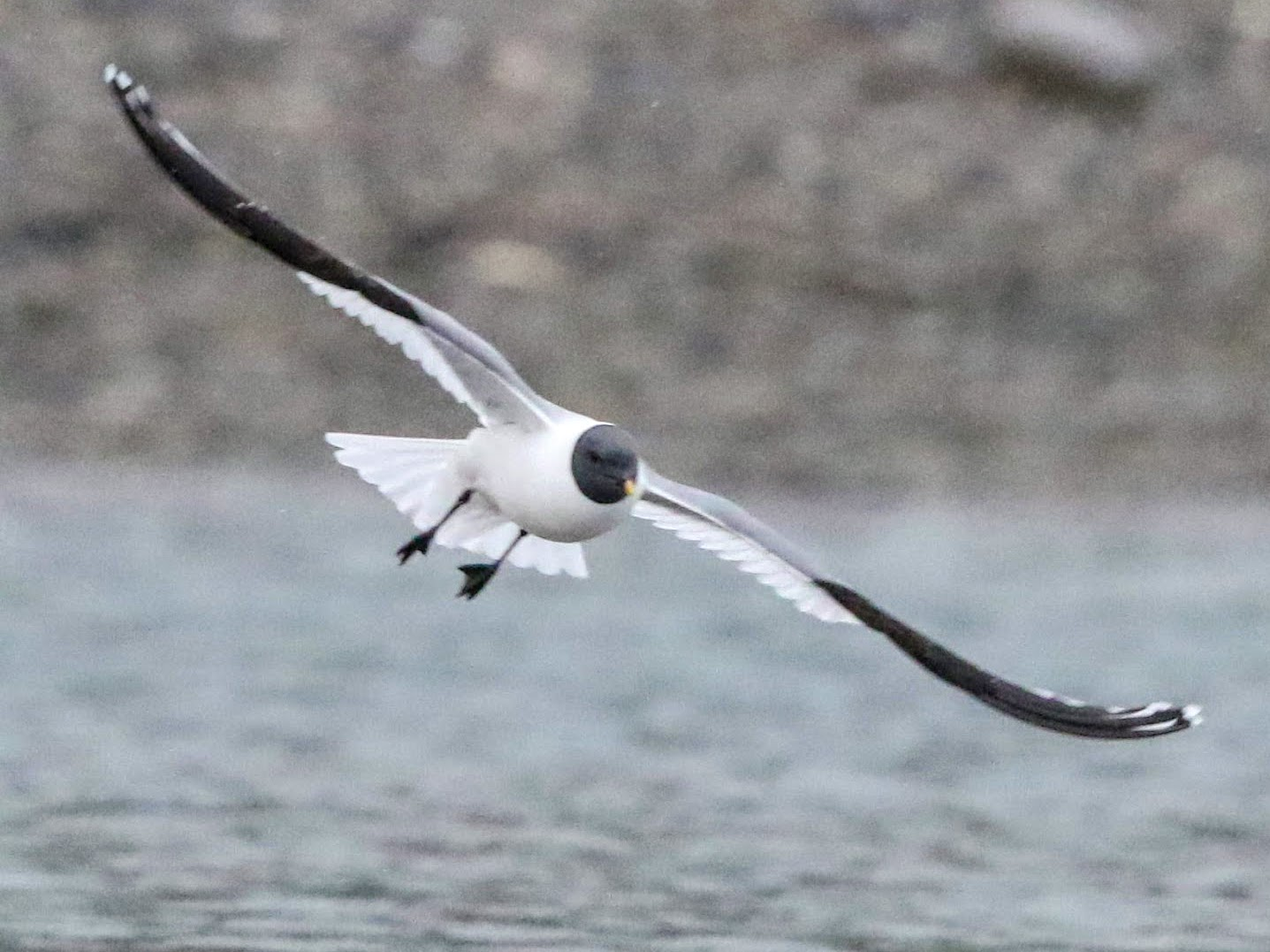
Мартин вилохвостий летить на Шпіцбергені. Фото Шломо Йона.

Мартин вилохвостий зазвичай трактується як монотипний рід; розміщується всередині роду Larus лише тоді, коли рід розширюють. Чорний дзьоб і виїмчастий хвіст майже унікальні серед мартинів, такі є лише у мартина галапагоського із Галапагоських островів. На основі цього два види часто вважалися найближчими родичами один одного. Гіпотеза виключається низкою поведінкових та екологічних відмінностей. Дослідження мітохондріальної ДНК підтвердили, що вони не пов'язані між собою, і найближчим родичем мартина вилохвостого зараз вважається мартин білий, інший арктичний вид. Вважається, що два види відокремилися приблизно 2 мільйони років тому, давніше, ніж більшість груп видів мартинів.
Географічні відмінності незначні; птахи з Аляски трохи темніші і, можливо, більші. Довідник птахів світу розпізнає чотири підвиди. Номінальний підвид, X. s. sabini, розмножується від канадської Арктики до Гренландії. X. с. palaearctica (Stegman, 1934) розмножується від Шпіцбергена до півострова Таймир в Росії, X. s. tschuktschorum (Портенко, 1939) гніздиться на Чукотському півострові Росії, а X. s. woznesenskii (Портенко, 1939) проживає від Анадирської затоки до Аляски.
Видовий епітет вшановує ірландського вченого Едварда Себіна, який надіслав зразок своєму братові Джозефу Себіну; Джозеф назвав його Larus sabini в 1818 р. Наукова назва роду Xema, ймовірно, просто вигадана і не має значення.

## Поширення та середовище існування

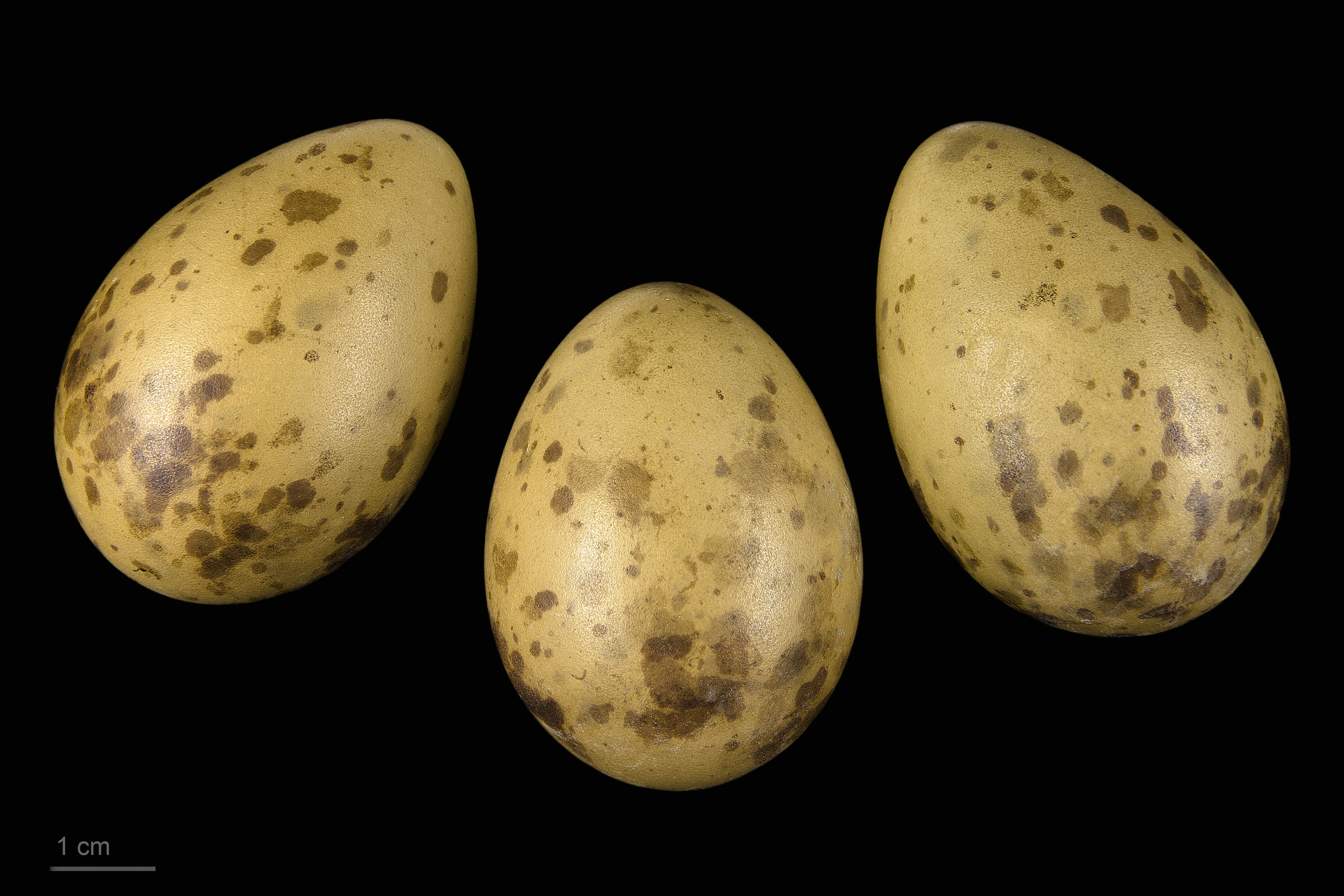
Яйця Xema sabini - Тулузький музей

Гніздиться в Арктиці і має циркумполярне поширення через крайню північ Північної Америки та Євразії. Восени мігрує на південь; більша частина популяції зимує в морі в Тихому океані біля Заходу Південної Америки в холодних водах течії Гумбольдта, тоді як гренландські та східноканадські птахи перетинають Атлантику через найзахідніші краї Європи, щоб зимувати на південно-західній Африці в холодних водах Бенгельської течії. Іноді окремих мартинів можна побачити біля інших узбереж, таких як північний схід США або на сході в Європі, як правило, після осінніх штормів. Досить часто реєструється на суші у Північній Америці, Європі та навіть Сибіру, що називають, на додаток до міграції у морі, «трансконтинентальною міграцією».

## Раціон та добування їжі
Раціон та способи добування їжі мартина вилохвостого залежать від пори року та середовища проживання. У сезон розмноження у тундрі споживається прісноводна та наземна здобич. Сюди входять комахи та, ймовірно, павуки, водні комахи та личинки комах, ракоподібні, риби та молоді птахи та яйця. Молодих птахів і яйця їдять умовно і рідко, але вони можуть включати чорних крем'яшників, лапландських подорожників і навіть яйця інших мартинів і гусей. З комах їдять комарів-довгоногів, наземних та водних жуків, колембол, комарів, мошку та повисюхових мух (Syrphidae).